# Johann Vielberth
Johann „Hans“ Vielberth (* 1. April 1932 in Bodenwöhr) ist ein deutscher Unternehmer, promovierter Volkswirt und Stifter.

## Leben
Johann Vielberth wuchs in Regensburg auf. Er studierte ein Jahr an der Tulane University, dann in Regensburg, München und in Innsbruck, wo er dann auch promovierte. Neben seinem unternehmerischen Wirken engagierte er sich in verschiedenen Funktionen in Gremien, Verbänden und Institutionen. Aus der Ehe mit Erika Vielberth gingen sechs Kinder hervor.

### Unternehmerisches Wirken
Nach Tätigkeiten in verschiedenen Branchen spezialisierte er sich ab Mitte der 1960er Jahre auf die Entwicklung von Gewerbeimmobilien, Einkaufszentren und Gewerbeparks und begründete bzw. initiierte seither Projekte und Standorte, an denen 2009 rund 800 Firmen mit etwa 15.000 Beschäftigten vertreten waren, unter anderem die Donau-Einkaufszentrum GmbH, die Regensburger Gewerbepark GmbH, das Ärztezentrum MediPark Regensburg, das Business Campus in Garching bei München, der Südwestpark in Nürnberg und zahlreiche Euro-Rastpark-Autohöfe.
Vielberth gründete unter anderem auch die Arbeitsgemeinschaft Einkaufs- und Gewerbezentren Deutschland, der er lange Jahre vorsaß, und war Mitglied des Handelsausschusses des Deutschen Industrie- und Handelskammertags (DIHK).

### Universitäres Wirken
1992 rief Vielberth die Regensburger Universitätsstiftung Hans Vielberth ins Leben, unter deren Dach danach zahlreiche Partner- und Einzelstiftungen entstanden. Er inspirierte unter anderem auch Helmut Altner zur Gründung der Universitätsstiftung „Pro Arte“ zur Förderung der schönen Künste an der Universität Regensburg 1994. Auf Vielberths Initiative wurde 2003 auch das Institut für Immobilienwirtschaft an der Universität Regensburg gegründet. Mit dem Wechsel der das Department of Real Estate der EBS Universität für Wirtschaft und Recht tragenden Persönlichkeiten um Karl-Werner Schulte bündelt die Universität Regensburg ihre diesbezüglichen Aktivitäten seit 2006 unter dem Dach der International Real Estate Business School (IRE/BS). Das Institut wurde durch die Aufnahme vieler neuer Mitglieder ständig erweitert, 2009 waren 20 Professoren am Institut tätig. Das nach Hans Vielberth benannte Gebäude, geplant von dem Frankfurter Architekten Ferdinand Heide, wurde 2012 von der „Deutschen Universitätsstiftung“ mit dem erstmals vergebenen „Deutschen Hochschulbaupreis“ ausgezeichnet.

### Entwicklung des internationalen Kommunikationssystems KOD
Seit 1999 verfolgt Vielberth die Idee der Gestaltung eines internationalen Kommunikationssystems als sprachübergreifendes Verständigungsmittel.
Zusammen mit internationalen Sprachwissenschaftlern wird an dem von ihm 2000 gegründeten eufo-Institut eine Universalsprache mit der Bezeichnung KOD (auch COD) als Konkurrenzsprache zu Esperanto erforscht und entwickelt, bei der die jeweilige Muttersprache die Basis der Kommunikation bildet.

## Publikationen (Auswahl)
- zusammen mit Jörg Eberlein: Fog dispersal by means of cold water spray. Themodynamic model calculations and experimental test. Institut für Entwicklung und Forschung Vielberth, Roderer, Regensburg, 1997. ISBN 978-3-890-73963-2
- Shopping-Center im Generationenwandel – dargestellt am Donau-Einkaufszentrum Regensburg. In: Bernd Falk (Hrsg.): Das große Handbuch Shopping-Center. Verlag moderne Industrie, Landsberg am Lech 1998, S. 119–135.
- Mitwirkung: Das große Handbuch Gewerbeparks. Verlag moderne Industrie, Landsberg/Lech, 1999. ISBN 978-3-478-36800-1
- hrsg. zusammen mit Guido Drexel: Linguistic cultural identity and international communication. Maintaining language diversity in the face of globalization. Proceedings of the First International Conference on COD System of Communication, held in Munich, Germany, January 25th, 2003. AQ-Verlag, Saarbrücken, 2003. ISBN 978-3-922-44181-6
- in Zusammenarbeit mit Mitarb. des eufo-Instituts: Das System KOD. Aktueller Entwicklungsstand. Institut für Entwicklung und Forschung Vielberth, Regensburg 2008. ISBN 978-3-981-25320-7 (Ausg. in engl. Sprache: The KOD system. Current stage of development. 2008. ISBN 978-3-981-25321-4)
- mit Christian Bretthauer: Private Autohöfe – Mehr Service für die mobile Gesellschaft. In: Bernd Falk, Momme Torsten Falk (Hrsg.): Handbuch Gewerbe- und Spezialimmobilien. Immobilien Informationsverlag Rudolf Müller, Köln 2006, ISBN 3-89984-135-2, S. 161–172.

## Ehrungen

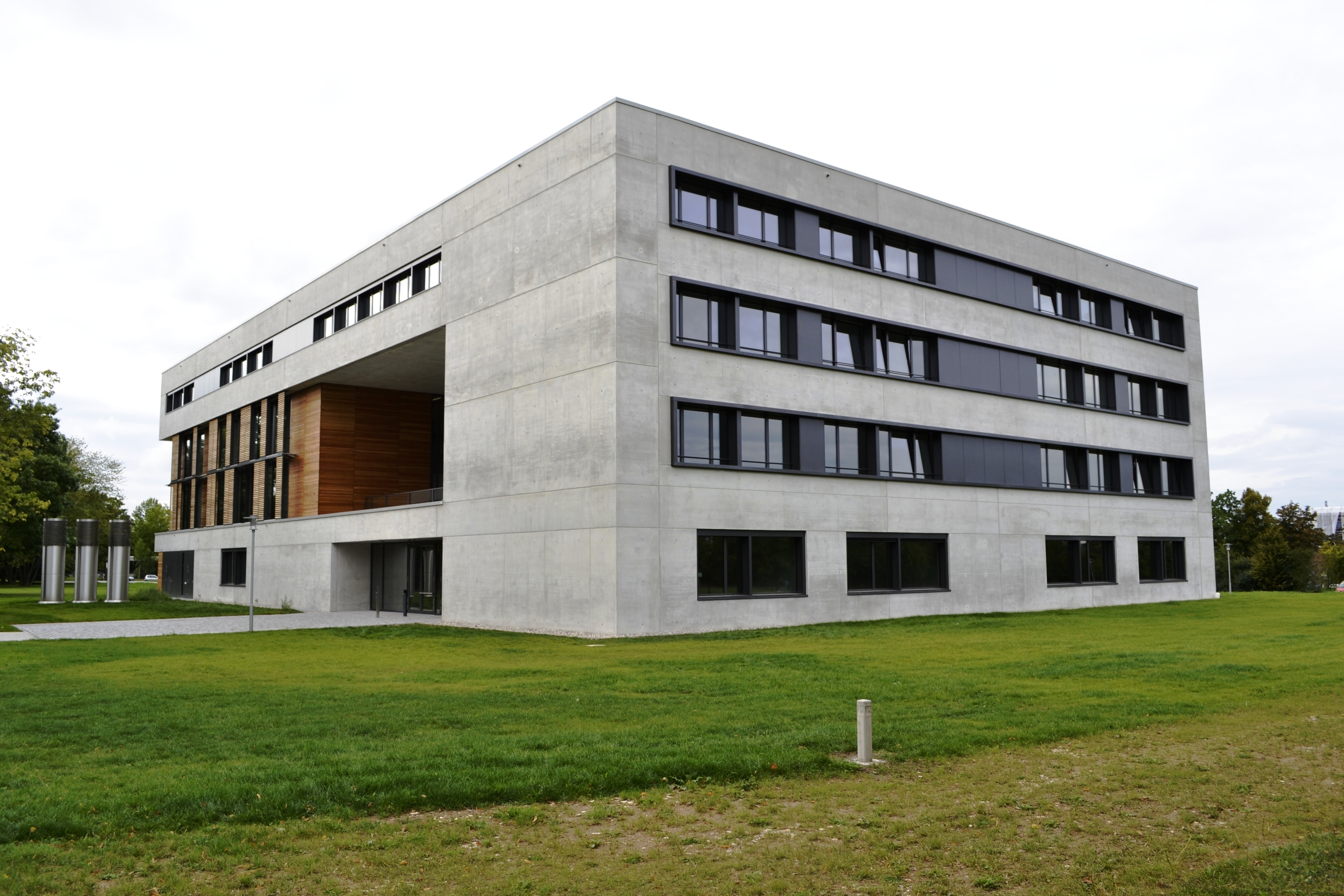
Das „Vielberth-Gebäude“ an der Universität Regensburg

- Ehrendoktor der Wirtschaftswissenschaftlichen Fakultät der Universität Regensburg[3]
- Ehrendoktor der Universität Odessa[3]
- 1993 Ehrensenator der Universität Regensburg[1][3]
- 1987: Matthäus-Runtinger-Medaille der Stadt Regensburg[7]
- 1996: Silberne Bürgermedaille der Stadt Regensburg[8]
- 2000: Verdienstkreuz 1. Klasse des Verdienstordens der Bundesrepublik Deutschland
- 2009: Großes Verdienstkreuz des Verdienstordens der Bundesrepublik Deutschland für sein „nachhaltiges Wirken im wirtschaftlichen, wissenschaftlichen und gesellschaftlichen Bereich“
- 2011: Benennung des Hörsaal- und Verfügungsgebäudes „Vielberth-Gebäude“ der Universität Regensburg[9] (Das Gebäude wurde 2012 mit dem Deutschen Hochschulbaupreis für seine „besondere baukulturelle Qualität“ ausgezeichnet.)[3]
- 2022: Goldene Bürgermedaille der Stadt Regensburg[10]